# Marit Bergman
Marit Bergman est une musicienne suédoise née le 21 mai 1975 à Rättvik. Elle est connue comme « la princesse d'indie-pop » en Suède. Elle a une sœur, Kristin.

## Discographie
- 2002 - 3.00 AM Serenades
- 2004 - Baby Dry Your Eye
- 2006 - I Think It's A Rainbow
- 2009 - The Tear Collector